# Сиди-Нсир
Сиди-Нсир — деревня в Тунисе, провинция Бизерта, пригород г. Матёр. Население около 10 000 человек.

## Историческое значение
В феврале 1942 года в районе Сиди-Нсира произошло сражение между союзниками и войсками вермахта. Последние попытались провести наступательную операцию, известную как Операция Ochsenkopf. В бою у Сиди-Нсира наступающие войска вермахта были задержаны и впоследствии разбиты в т. н. «проходе Ханта» (26 февраля — 4 марта 1943 года).